# Radujevac
Radujevac es un pueblo ubicado en la municipalidad de Negotin, en el distrito de Bor, Serbia.

## Superficie
Posee una superficie de 27,58 kilómetros cuadrados.

## Demografía
Hasta 2011 la población era de 1211 habitantes, con una densidad de población de 43,91 habitantes por kilómetro cuadrado.